# Cyrtomium elongatum
Cyrtomium elongatum là một loài dương xỉ trong họ Dryopteridaceae. Loài này được S.K. Wu & K.L.. Phan mô tả khoa học đầu tiên năm 2005.
Danh pháp khoa học của loài này chưa được làm sáng tỏ. 